# Bre Blair
Sarah Brianne Blair (Canadá, 29 de abril de 1980) es una actriz canadiense. Interpretó a Stacey McGill en la película The Baby-Sitters Club (1995), y a Jessie West en la serie dramática de televisión Game of Silence (2016).

## Biografía y carrera
Su primer papel importante fue el de Stacey McGill en la película The Baby-Sitters Club de 1995.
Blair apareció en un episodio de la serie Love, Inc., interpretando a Claire. También apareció en el episodio de Psych "Shawn vs. the Red Phantom", en Nip/Tuck como Janet y en el episodio de The O.C. "The Shake Up" como Carrie Spitz. También apareció en la comedia dramática What About Brian como Lisa B. En 2008, apareció en un episodio de Grey's Anatomy titulado "Brave New World".
De 2008 a 2009, interpretó a Joss Morgan Grey en la cuarta temporada de The Unit. En 2013, apareció en la película Last Vegas, en la que interpreta a la prometida del personaje de Michael Douglas.
En 2016, protagonizó el drama de NBC Game of Silence.
Desde 2017, ella interpreta un papel recurrente como Annie Kay en el drama policial de CBS S.W.A.T. junto a Jay Harrington.

## Filmografía

### Películas
| Año  | Título                      | Papel           | Notas                |
| ---- | --------------------------- | --------------- | -------------------- |
| 1995 | The Baby-Sitters Club       | Stacey McGill   |                      |
| 2000 | Cherry Falls                | Stacy Twelfmann |                      |
| 2006 | Stripped Down               | Wren            |                      |
| 2008 | Em                          | Samantha        |                      |
| 2008 | Ball Don't Lie              | Angel           |                      |
| 2008 | Something's Wrong in Kansas | Page            |                      |
| 2010 | Small Town Saturday Night   | Samantha Carson |                      |
| 2011 | Quarantine 2: Terminal      | Paula           |                      |
| 2013 | Last Vegas                  | Lisa            |                      |
| 2015 | The Track                   | Julie           |                      |
| 2016 | Toy                         | Alison          |                      |
| 2018 | The Middle of X             | Sam Clarke      |                      |
| 2019 | A Thousand Miles Behind     | Theo Avery      |                      |
| 2020 | For the Love of Jessee      | Jessica         |                      |
| 2021 | Two Yellow Lines            | Helen           |                      |
| 2022 | Swamp Lion                  | Bee             | También coproductora |
| 2024 | The Red Bike                | Bee             | Cortometraje         |
| 2025 | The Gunslingers             | Mary            | Posproducción        |
| TBA  | FEEL                        | Niñera #3       | Posproducción        |
| TBA  | American Solitaire          | Holly           | Preproducción        |

### Televisión
| Año           | Título                         | Papel                     | Notas                           |
| ------------- | ------------------------------ | ------------------------- | ------------------------------- |
| 1992          | Intruders                      | Leigh Holland de niña     | Miniserie                       |
| 2001          | Undressed                      | Elena                     | [episodios desconocidos]        |
| 2003          | So Downtown                    | Patty                     | Piloto no emitido               |
| 2003          | Judging Amy                    | Brittany Johnston         | 1 episodio                      |
| 2004          | Humor Me                       | Taylor                    | Piloto no emitido               |
| 2004          | The Tracy Morgan Show          | Marcy                     | 2 episodios                     |
| 2004          | Without a Trace                | Molly                     | 1 episodio                      |
| 2004          | Charmed                        | Brenda Castillo           | 1 episodio                      |
| 2005          | Life on a Stick                | Jenny                     | 1 episodio                      |
| 2005          | CSI: Crime Scene Investigation | Tracy                     | 2 episodios                     |
| 2006          | Monk                           | Debbie Barnett            | 1 episodio                      |
| 2006          | Cold Case                      | Grace Anderson            | 1 episodio                      |
| 2006          | What About Brian               | Lisa B.                   | Papel recurrente                |
| 2006          | Love, Inc.                     | Claire                    | 1 episodio                      |
| 2006          | Psych                          | Talia                     | 1 episodio                      |
| 2006          | Nip/Tuck                       | Janet                     | 1 episodio                      |
| 2006          | Twenty Questions               | Laura Kessler-Jenks "K.J" | Piloto no emitido               |
| 2007          | The O.C.                       | Carrie Spitz              | 1 episodio                      |
| 2007          | Ghost Whisperer                | Lynn                      | 1 episodio                      |
| 2007          | The Wedding Bells              | Maureen                   | 1 episodio                      |
| 2007          | Criminal Minds                 | Maggie                    | 1 episodio                      |
| 2007-2008     | My Boys                        | Debbie                    | 2 episodios                     |
| 2007          | Carpoolers                     | Shayla                    | 1 episodio                      |
| 2007          | Cane                           | Juliet                    | 1 episodio                      |
| 2008          | October Road                   | Bethany                   | 1 episodio                      |
| 2008          | 'Til Death                     | Amanda                    | 1 episodio                      |
| 2008          | Grey's Anatomy                 | Lauren Pailey             | 1 episodio                      |
| 2008          | The Starter Wife               | Elle                      | 1 episodio                      |
| 2008          | Gary Unmarried                 | Stephanie                 | 1 episodio                      |
| 2008-2009     | The Unit                       | Joss Morgan               | Papel recurrente                |
| 2009          | Cop House                      | Meg                       | Piloto no emitido               |
| 2009          | Drop Dead Diva                 | Angie                     | 1 episodio                      |
| 2009          | The Eastmans                   | Hailey Fyfe               | Piloto no emitido               |
| 2010          | Brothers & Sisters             | Señorita Nadine           | 1 episodio                      |
| 2010          | Castle                         | Toni Johnston             | 1 episodio                      |
| 2011          | NCIS: Los Angeles              | Agente Carla Mitzer       | 1 episodio                      |
| 2011          | The Hard Times of RJ Berger    | Señorita K                | 1 episodio                      |
| 2011          | Hawaii Five-0                  | Chloe Ballantine          | 1 episodio                      |
| 2011          | Franklin & Bash                | Maya Paxton               | 1 episodio                      |
| 2011          | Happy Endings                  | Kim                       | 1 episodio                      |
| 2011          | 90210                          | Winter                    | 3 episodios                     |
| 2011          | Prime Suspect                  | Allison Martin            | 1 episodio                      |
| 2012          | Make It or Break It            | Señorita McIntire         | Papel recurrente                |
| 2012          | Two and a Half Men             | Rachel                    | 2 episodios                     |
| 2013          | Thirtyish                      | Frannie Winters           | Piloto no emitido               |
| 2013          | We Are Men                     | Amy                       | Papel recurrente                |
| 2013-2014     | Legit                          | Jenny                     | 2 episodios                     |
| 2014          | Benched                        | Maria                     | 1 episodio                      |
| 2015          | The Flash                      | Tess Morgan               | 1 episodio                      |
| 2016          | Game of Silence                | Jessie West               | Papel principal                 |
| 2016          | The Night Shift                | Dana                      | 1 episodio                      |
| 2017          | Flaked                         | Daisy                     | 2 episodios                     |
| 2017          | Narcos                         | Lorraine                  | 1 episodio                      |
| 2017          | Shameless                      | Cynthia                   | 1 episodio                      |
| 2017-presente | S.W.A.T.                       | Annie Kay                 | Papel recurrente                |
| 2018          | Lethal Weapon                  | Ali Weiss                 | 1 episodio                      |
| 2018          | Life Sentence                  | Lauren                    | 3 episodios                     |
| 2019          | Magnum P.I.                    | Lina                      | Episode: "Knight Lasts Forever" |
| 2019          | Station 19                     | Jennifer Ripley           | 2 episodios                     |
| 2023          | Alert: Missing Persons Unit    | June Butler               | 2 episodios                     |
| 2023          | Heels                          | Karin                     | 1 episodio                      |